# Hinkelen

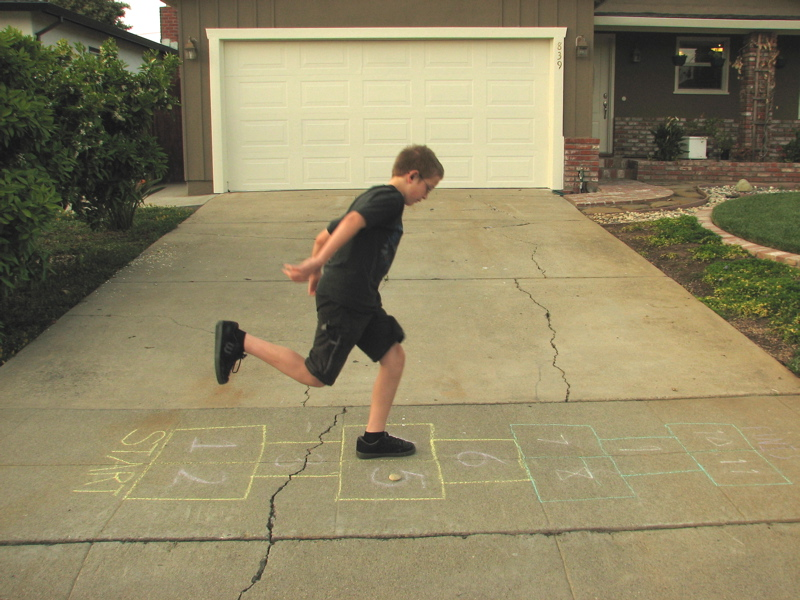
Hinkelen op een oprit

Hinkelen is een speelse manier van springend lopen op één been.
In de atletiek ziet men dit terug bij het onderdeel hink-stap-springen.
Kinderen kunnen hinkelen zodra ze ongeveer vier jaar zijn. Dit wordt gerekend tot het kinderspel. Kinderen leren spelenderwijs hinkelen op een hinkelbaan.

## Taalkundig
- Het woord 'hinkelen' is een frequentatief van 'hinken'.
- Wanneer iemand door een verwonding één been niet of niet goed kan gebruiken, spreekt men niet van hinkelen, maar van "hinken".